# 秋元実治
秋元 実治（あきもと みのじ、1941年 - ）は、日本の英語学者。青山学院大学名誉教授。

## 略歴
東京生まれ。青山学院大学文学部英文科卒、東京大学大学院人文科学研究科博士課程満期退学。1990年「「動詞+動詞派生名詞」構造研究」で青学文学博士。青山学院大学助教授を経て、教授、2012年定年、名誉教授となる。

## 著書
- 『英語イディオムの研究』篠崎書林 1986
- 『文法化とイディオム化』ひつじ書房 2002
- 『Sherlock Holmesの英語』開拓社言語・文化選書 2017

### 共編著
- 『BBI英和連語活用辞典』小倉敏博,馬場彰共編 丸善 1993
- 『コーパスに基づく言語研究 文法化を中心に』遠藤光暁,近藤泰弘, Elizabeth Closs Traugott,尾形こづえ共著 ひつじ書房 2004
- 『文法化 新たな展開』保坂道雄共編 英潮社 2005
- 『Comment clauseの史的研究 その機能と発達』編 英潮社フェニックス 2010
- 『文法化と構文化』前田満共編 ひつじ書房 2013
- 『日英語の文法化と構文化』青木博史, 前田満共編 ひつじ書房 2015

### 翻訳
- F.P.ディニーン『一般言語学 言語理論の展開と現状』三宅鴻,山中桂一共訳 大修館書店 1973
- M.ポワリエ『エリザベス朝英語概説』手塚喬介共訳 篠崎書林 1979
- ウォルター・H.ハートル『数詞と内部空間 ギヨーム理論から』勁草書房 1992

### 記念論集
- 『英語研究の次世代に向けて 秋元実治教授定年退職記念論文集』吉波弘,中澤和夫,武内信一,外池滋生,川端朋広,野村忠央, 山本史歩子編 ひつじ書房 2010

## 論文
- <秋元実治